# Coendou speratus
Coendou speratus és una espècie de mamífer rosegador de la família dels porcs espins del Nou Món (Erethizontidae). És endèmic del Brasil (Alagoas i Pernambuco). Es tracta d'un animal nocturn que s'alimenta essencialment de llavors. Com que fou descoberta fa poc, l'estat de conservació d'aquesta espècie encara no ha estat avaluat formalment. El seu nom específic, speratus, significa ‘esperat’ en llatí.